# Citroën Xantia
Citroën Xantia (от др.-греч. Xanthos — свет) — среднеразмерный автомобиль, выпускавшийся компанией Citroën, подразделением концерна PSA Group, с 1993 по 2002 год. До сентября 2010 года автомобиль выпускался в Иране компанией SAIPA. За время производства во Франции было выпущено около 1 528 800 автомобилей.

## История
Своим появлением Citroën Xantia должен был заменить на конвейере устаревший Citroën BX. Созданием нового дизайна интерьера и экстерьера перспективной модели занималась студия Bertone. Студия разработала вытянутый силуэт с объёмным бампером в хромированном обрамлении, пологим задним стеклом, вытянутой оптикой задал высокую планку в сегменте D. Интересный факт: Peugeot 406, появившийся только в 1995 году, использовал ту же платформу (днище, моторный щиток и т.д.), но имел не гидравлическую, а пружинную подвеску с шаровыми опорами. 
Автомобиль имел гидропневматическую подвеску Hydractive 2, позаимствованную у ХМ. Подвеска могла работать в четырёх положениях. Первое предназначалось для стоянки — автомобиль опускался в самое нижнее положение с минимальным дорожным просветом. Второе положение — для обычной езды по асфальту, третье приподнимало кузов для езды по плохой дороге. Четвёртое положение предназначалось исключительно для замены колёс.
Лифтбек Citroën Xantia был показан широкой публике на Женевском международном автосалоне. Производство нового пятидверного лифтбека (Berline) Citroën Xantia началось в ноябре 1992 год. В сентябре 1995 года появился 5-дверный универсал Break. Универсал сконструировали на пару сантиметров выше и 21,5 см длиннее. Задний ряд сидений на лифтбеке и универсале одинаковый, может складываться по частям в соотношении 2:3, имеет лючок для длинномерных грузов, расположенный за подлокотником. 
В Европе Xantia пользовалась устойчивым спросом и в течение 1990-х годов конкурировала с Ford Mondeo, Nissan Primera, Rover 600, Toyota Carina Е и Opel Vectra. В 2002 году во Франции завершилось производство Citroën Xantia. 
Ещё за год до окончания производства, иранский концерн SAIPA начал сборку Xantia по лицензии, купленной у Citroën в 2000 году. Все модели, собранные в Иране, имели только 5-ст. МКПП и пятидверный кузов лифтбек. В 2010 году, из-за прекращения производства французских комплектующих, сборка Xantia в Иране была завершена.
Также на небольшом совместном предприятие Fengshen-Citroen в пределах города Гуанчжоу, с 1996 по 1997 год производилась досборка машинокомплектов Citroën Xantia из Франции. За это время было выпущено небольшое количество автомобилей Citroën Xantia под названием Fengshen-Xietuolong XM.

## Двигатели
Гамма моторов состояла из: 
- Рядных четырёхцилиндровых бензиновых двигателей (XU): 8-клапанные 1,8 л, (74 кВт/101 л.с.) и 2,0 л. (89 кВт/121 л.с); 16-клапанный 2,0 л. (112 кВт/153 л.с);
- Дизельных вихрекамерных[нем.] (XUD): 1,9 л (51 кВт/69 л.с.) и 1,9 л (66 кВт/90 л.с.) с турбонаддувом.

В 1994 году добавился бензиновый двигатель 1,6 л. (65 кВт/89 л.с.), мощность двигателя 2,0 л уменьшена до 110 кВт/150 л.с. 
В 1995 году мощность двигателя 2,0 л уменьшена до 108 кВт/147 л.с.
В 1996 году бензиновые двигатели: у Р4 1,8 л появляется вариант 16V: 81 кВт/110 л.с.; мощность Р4 2,0 л уменьшена до 97 кВт/132 л.с.; появился Р4 2,0 л, с турбонаддувом: 108 кВт/147 л.с.; в конце года выпущен V6 2,9 л, 140 кВт/190 л.с. Вихрекамерный дизель 2,1 л, 80 кВт/109 л.с.
В 1997 год двигатель 1,6 л заменён на 1,8 л. (66 кВт/90 л.с.), а 1,9d — на 1,9sd (ТРК низкого давления) 55 кВт/75 л.с.
В 1998 году появился дизель с системой Common rail HDi Р4: 2,0 л. (80 кВт/109 л.с.)
В 1999 году Добавился дизель HDi Р4: 2,0 л. (66 кВт/90 л.с.)

## Комплектации
До рестайлинга 1997 года покупателям предлагалось четыре комплектации: 
- Xantia Х — базовая и самая «комфорт» комплектация, в которой неразрезная спинка задних сидений, подвеска — гидропневматическая, в которой жёсткость не меняется со скоростью, линейка двигателей — наименее мощные в гамме.
- Xantia SX —  более дорогая комплектация, в которую входили ГУР, центральный замок, тахометр, передние электрические стеклоподъёмники, разрезная спинка заднего сиденья.
- Xantia VSX — в этой комплектации ставилась гидропневматическая подвеска Hydractive, ABS, заводские тонированные стёкла, противотуманные фары, подушка безопасности водителя, электрорегулировка боковых зеркал и регулируемое по высоте водительское сидение.
- Xantia Activa — премиальная комплектация. Activa появилась в конце 1994 года, а с весны 1995 года по осень 2001 года было собрано более 18.000 экземпляров этой комплектации. Эта комплектация имела стабилизатор поперечной устойчивости, климат-контроль и более дорогую отделку салона со вставками под дерево на приборной панели.

Но главной особенностью Activa была фирменная система противодействия кренам кузова SC.CAR (Systeme Citroën de Contrôle Actif du Roulis), которая по команде ЭБУ усиливала стабилизатор поперечной устойчивости во время резких поворотов. Угол крена в резком повороте составлял приблизительно 2 градуса. Это было передовое инженерное решение того времени, которое не только обеспечивало комфортное пребывание людей в салоне, но и обеспечивало безопасность на дороге.

## Рестайлинг
В декабре 1997 года был произведён рестайлинг Xantia, который включал в себя новый капот, новые прожекторы, решетка радиатора стала составлять одну деталь с капотом, красно-белые задние стоп-сигналы, новые бамперы (с ними лифтбек стал длиннее примерно на 8 см., универсал — на 5 см). Новая округлая приборная панель приобрела более современный вид, появились стильный четырёхспицевый руль и тканевая обивка дверей.  
В результате рестайлинга появились новые названия комплектаций: Audace, Tentation и Athena. Отныне ABS стала обязательной для всех комплектаций (до рестайлинга ABS была только стандартным оборудованием в моделях VSX и Activa). Добавились фронтальные и боковые подушки безопасности и датчик дождя.
Была разработана и внедрена адаптивная автоматическая коробка передач (AL4) с системой программного управления, которая может приспосабливаться к разному стилю вождения и балансировать расход топлива. Рестайлинговая Xantia оснащалась автоматическими дворниками и иммобилайзером, управляемым с ключа зажигания.

## Производство
| Страна  | 1993    | 1994    | 1995    | 1996    | 1997    | 1998    | 1999    | 2000   | 2001   |
| ------- | ------- | ------- | ------- | ------- | ------- | ------- | ------- | ------ | ------ |
| Франция | 143 800 | 287 500 | 270 500 | 270 500 | 206 500 | 133 400 | 121 200 | 77 900 | 17 500 |

## Безопасность
Citroën Xantia показала себя плохо в тесте Euro NCAP (разбилась хуже всех не считая Nissan Navara и Rover 100): 
| Euro NCAP                                                          | Euro NCAP | Euro NCAP | Euro NCAP |
| ------------------------------------------------------------------ | --------- | --------- | --------- |
| Рейтинги                                                           | Пассажир  |           | 9         |
| Рейтинги                                                           | Пешеход   |           | n/a       |
| Протестированная модель: Citroën Xantia 1,8i Dimension, RHD (1997) |           |           |           |